# Mactromeris hemphillii
Mactromeris hemphillii is een tweekleppigensoort uit de familie van de Mactridae. De wetenschappelijke naam van de soort is voor het eerst geldig gepubliceerd in 1894 door Dall.